# Steve Fritz
Pour les articles homonymes, voir Fritz.
Steve Fritz (né le 1er novembre 1967 à Salina) est un athlète américain, spécialiste des épreuves combinées.

## Biographie
Il se révèle en 1991 en remportant la médaille d'or du décathlon lors de l'Universiade d'été de Sheffield au Royaume-Uni.
Septième des championnats du monde de 1993, et médaillé d'argent lors des Goodwill Games de 1994, il se classe quatrième des Jeux olympiques de 1996, à Atlanta, échouant à 20 pts seulement de la médaille de bronze.
En 1997, il remporte son seul titre de champion des États-Unis, et termine au pied du podium des championnats du monde d'Athènes.

### Palmarès
| Date | Compétition                    | Lieu              | Résultat | Épreuve    | Performance |
| ---- | ------------------------------ | ----------------- | -------- | ---------- | ----------- |
| 1991 | Universiade                    | Sheffield         | 1er      | Décathlon  |             |
| 1993 | Championnats du monde          | Stuttgart         | 7e       | Décathlon  |             |
| 1994 | Goodwill Games                 | Saint-Pétersbourg | 2e       | Décathlon  |             |
| 1996 | Jeux olympiques                | Atlanta           | 4e       | Décathlon  |             |
| 1997 | Championnats du monde en salle | Paris             | 6e       | Heptathlon |             |
| 1997 | Championnats du monde          | Athènes           | 4e       | Décathlon  |             |

### Records
| Épreuve   | Performance | Lieu    | Date          |
| --------- | ----------- | ------- | ------------- |
| Décathlon | 8 644 pts   | Atlanta | 1er août 1996 |